# Viva la Diva
Viva la Diva је назив другог солистичког концерта Јелене Карлеуше, у Београду,  који је одржан на Ушћу 15. јуна 2013. године. Концерт је био подељен у пет целина: Viva La Revolution, Viva La Muerte, Viva La Victoria, Viva La Fama и Viva La Vida и трајао је око два сата. Певачица је на Ушћу окупила око 40.000 гледалаца.

## О концерту
Концерт је почео са деведесет минута кашњења – у двадесетдва часа. Јелена је присутне поздравила речима: „Добро вече Београде. Рекли су падаће киша. Рекли су биће поплава. Рекли су да је концерт отказан. Али једно нису рекли: не треба се инатити са Јеленом Карлеушом!“  Специјални гост био је Саша Матић, који је отпевао своју песму Кад љубав закасни упркос проблемима са микрофоном. Иако је публика скандирала Јецо, ми те волимо, на шта им је она одговарала да је без њих сан, а са њима револуција, након два сата певања је рекла да ће сутрадан, 16. јуна, одржати још један концерт, Viva la Diva 2, где ће улаз бити бесплатан јер, како каже, она на својим фановима не зарађује. Ипак, сутрадан је објављено да други концерт, због правне регулативе, као и финансијских и техничких питања, неће бити одржан.
Ремикс песме Дубоко рањена, који је певачица пустила на концерту, изазвао је бурне реакције јавности. Наиме, на самом почетку песме чује се езан, исламска молитва која се наводно не сме мешати са музиком. Док је код једних наишла на одобравање, Карлеуша је код других била жестоко критикована и осуђивана. Напад верских фанатика отишао је до те мере да је на фејсбуку направљена страница која позива на њен линч.

## Листа песама
1. Крими рад
2. Мушкарац који мрзи жене
3. Иде маца око тебе
4. Манијак

1. Дубоко рањена -
2. Тихи убица
3. Савршен злочин
4. Пуцај у љубав
5. Управо остављена
6. Ко ову драму режира
7. Магија

1. Преживећу -
2. Циција
3. Безнадежан случај / Нова Религија
4. Јелена
5. Није она него ја
6. Зар не
7. Мој драги
8. Слатка мала

1. Баш је добро бити ја –
2. Лудача
3. Огледалце
4. Не смем да се заљубим у тебе
5. Кад љубав закасни

1. Само за твоје очи -
2. Микрофон
3. Ко ти то баје
4. Со
5. Још те волим

## Реакције медија
О концерту су причали готово сви медији, наслови у новинама били су углавном негативни, а текстови новинара поспрдни. У Блицу су писали о Јеленином фијаску, додали су да је на концерту било 10.000 људи, од чега половина са поклоњеним улазницама. Половину од половине која је карте платила, како тврди извор Блица, чинили су људи који су организовали концерт. У Куриру су написали да од хеликоптера није било ни „х“, а да је озвучење „трокирало“. Наиме, Курир је тврдио да су на улазу карте дељене бесплатно, а да су препродавци улазнице поклањали будући да нису успели да их продају по нижој цени. На сајту Press–а речено је да је у једном тренутку на сцени било више од четрдесет играча, да је сценски наступ био изнад свих очекивања, а да Јеленин концерт није био спектакл једино ако је реч о броју посетилаца. Лист 24сата је објавио да публика није добила ни најмањи део од онога што је певачица највљивала, а да је концерт каснио јер је наводно морала да прими инфузију, будући да, како извори тврде, неки костими још увек нису били сашивени. У Новостима су иронично писали о Јелениним фановима. На порталу smedia су написали да је концерт Јелене Карлеуше убедљиво најпраћенији догађај јер нема ко није писао о њему. У Ало-у су похвално говорили о концерту, рекавши да је Карлеуша фановима приуштила врелу атмосферу, одличну сценографију и добру музику. Интернет портал Оpera17 је у свом извештају са насловом „Карлеуша је јача од свега: "Viva La Diva" је био спектакл“ навео да је Јелена направила сепктакуларни концерт иако је имала техничких проблема, као и да је на концерту било око 40.000 људи.
Јелена се касније медијима захвалила на антикампањи.

## Реакције познатих
Књижевница Биљана Србљановић стала је у одбрану Јелене Карлеуше. Између осталог, написала је: „Да гласа за Косово, носили би је на рукама – не би јој ни био потребан тај хеликоптер;“ „Највише ми иду на нерве ови што објашњавају да не зна да пева. Пошто је то тај истанчан музички укус и слух којим Србија слави све те турбо–идиоте;“ „Да ЈК љуби Цецу у дупе и пева вољеном премијеру била би српска Бијонсе“; „То што ће Ражнатовићева на истом месту да окупи више људи од ЈК слика је наше културне катастрофе“. Познати колумниста Милан Николић рекао је да је Јелена Карлеуша једина балканска звезда која има стварне фанове. „Они нису дошли ту да буду забављени, да гледају чуда невиђена и да аплаудирају. Дошли су да навијају за њу“. Додао је још да се на сцени уместо дигиталног лудила одвијала стварна драма, што је непроцењиво. На својим Твитер и Фејсбук–профилима, певачицу су подржали Марија Шерифовић, Жељко Јоксимовић, Тања Војтеховски, Весна Радусиновић, Марко Кон, Радмила Манојловић и Боки 13, а из публике Сандра Африка и Николија Јовановић.
Од Јелениних колега са естраде, у ложи поред њених родитеља, Дивне и Драгана Карлеуше, и супруга, Душка Тошића, седела је једино Индира Радић.

## Одговор Јелене Карлеуше
На новинске текстове, Јелена је одговорила на свом твитер–налогу. Написала је: „Новинари, јебаћу вам нану нанину“. Конференцију за штампу најавила је за уторак, 18. јун, а отказала је неколико дана потом. Јелена је поднела тужбе против Блица, Информера, Наших новина и других, због потурања лажних информација и речи фијаско и дебакл којима су те новине описале концерт.